# Soltszentimre
Soltszentimre je selo u središnjoj Mađarskoj.
Zauzima površinu od 44,49 km četvornih.

## Zemljopisni položaj
Nalazi se u regiji Južni Alföld, na 46°46' sjeverne zemljopisne širine i 19°17' istočne zemljopisne dužine.

## Upravna organizacija
Upravno pripada kireškoj mikroregiji u Bačko-kiškunskoj županiji. Poštanski broj je 6223.

## Stanovništvo
U Soltszentimreu živi 1440 stanovnika (2005.). 

## Vanjske poveznice
- (mađ.) Soltszentimre homepage  Arhivirana inačica izvorne stranice od 20. kolovoza 2019. (Wayback Machine)
- (mađ.) A Csonka-torony 3D fotói  Arhivirana inačica izvorne stranice od 9. siječnja 2009. (Wayback Machine)
- (mađ.) A Csonka-torony légifotói